# Atypha
Atypha là một chi bướm đêm thuộc họ Noctuidae.

## Các loài
- Atypha pulmonaris (Esper, 1790)